# SelfieParty
«#SelfieParty» або «Селфіпаті» — український комедійний фільм, знятий Любомиром Левицьким. Прем'єра стрічки в Україні відбулась 31 березня 2016 року. Фільм розповідає про чотирьох друзів-студентів, які намагаються згадати події минулої ночі.

## Сюжет
Четверо друзів прокидаються в поліцейському відділку, нічого не пам'ятаючи. Їх звинувачують у вбивстві карлика. Герої збирають усі фото та відео, щоб з'ясувати, що трапилося минулої ночі на вечірці.

## Виробництво

### Зйомки
У червні 2015 року режисер Любомир Левицький оголосив про початок виробництва фільму під назвою #SelfieParty. За його словами, ініціатором ідеї став продюсер компанії Solar Media Сергій Лавренюк.
Виробництво фільму взяла на себе кінокомпанія VitaminFilmStudio, а виконавчим продюсером фільму став Віталій Соболевський.
Зйомки фільму почались 18 жовтня 2015 року і закінчились у грудні того ж року. Зйомки проходили у Львові, на території Львівського державного університету безпеки життєдіяльності та в селі Брюховичі.

### Кастинг
У вересні 2015 року був оголошений інтернет-кастинг фільму для всіх бажаючих, яким займалося артоб'єднання Ukrainian Cinema Village. Він проходив у кілька етапів: на першому необхідно було зробити селфі на тлі банера «#SelfieParty», на другому — зробити відеозавдання. Також об'єднання Ukrainian Cinema Village провело кастинг для другої знімальної команди. Для зйомок було залучено понад 200 акторів масовки.

## У ролях
У стрічки взяли участь наступні актори:
- Ксенія Мішина — Ліза
- Борис Савенко — Роберт
- Артур Шурипа — Марк
- Богдан Рубан — Макс
- Володимир Ситник — Похмурий
- Сергій Зоренко — Бу
- Істан Розумний — детектив
- Олена Лавренюк — агент Інтерполу
- Світлана Вольнова — Марія Аскольдівна
- Орест Гарда — декан
- Роман Скоровський — сусід
- Юрій Хвостенко — продавець на заправці
- Павло Лі — охоронець
- Микола Береза — охоронець
- Артем Мануйлов — бармен
- Ярослав Заблоцький — батько Роберта

## Український дубляж
Фільм знімався в оригіналі українською, але для прокату його було повторно дубльовано студією «Postmodern».
Режисер дубляжу: Катерина Брайковська.
Звукорежисер: Олександр Мостовенко.
Ролі дублювали: Андрій Федінчик, Назар Задніпровський, Дмитро Сова, Дмитро Гаврилов, Юрій Сосков, Антоніна Хижняк, Андрій Твердак, Андрій Альохін, Максим Кондратюк, Михайло Кришталь, Наталя Романько-Кисельова, Дмитро Бузинський, Володимир Каравай та інші.

## Реліз
Стрічка вийшла у широкий прокат в Україні 31 березня 2016 року на 143 екранах та у перший тиждень прокату зібрала ₴2,5 млн (38 з половиною тисяч глядачів). Загалом за 5 тижнів прокату стрічка зібрала ₴4,5 млн.